# Casa dos Grifos
Casa dos Grifos (em italiano:  Casa dei Grifi) é uma antiga residência romana localizada no monte Palatino e descoberta abaixo da ala norte do Palácio de Domiciano (em particular, do chamado "larário"). Trata-se da mais conservada casa da época republicana em Roma. Seu nome é uma referência à decoração em estuque de uma luneta representando um grifo.

## Descrição
A casa, que aparentemente não era muito grande, foi retalhada pelas maciças fundações dos palácios imperiais de Nero e Domiciano e atualmente só uma parte é visível. A estrutura foi construída em opus incertum com um revestimento em opus quasi reticulatum e é famosa pelas pinturas que decoram as paredes, datadas entre o final do século II e o início do século I a.C. (a casa é mais antiga). As mais importantes foram destacadas e hoje estão preservadas no Antiquário Palatino.
Um recinto retangular apresenta um pavimento em mosaico decorado no centro na forma de um quadrado em pedras e mármores multicoloridos representando um cubo em perspectiva. Este tipo de decoração era chamado de opus scutulatum, o mais antigo encontrado em Roma, que tinha como modelo original o que decorava o Templo de Júpiter Capitolino, criado entre 149 e 146 a.C.; outros exemplos foram recuperados em Pompeia (Templo de Apolo e na Casa do Fauno), datados em cerca de 120 a.C.. Naquela época estava em curso uma progressiva substituição pictórica de elementos estruturais, já utilizada em pinturas murais através do mais custoso estuque, pelo maior uso de elementos arquitetônicos baseados na arquitetura real, possivelmente por influência da pintura de cenas reais. Este estilo dominou a decoração romana até as últimas décadas do século I a.C..
A pintura da casa, no Segundo Estilo, também é a mais antiga deste estilo conhecida. O recinto coberto por uma abóbada de berço é emoldurada no topo por lajes de ônix, cipolino e pórfiro e completada por ortostratos e por uma cornija com dentículos. Pela primeira vez se encontra a representação de colunas pintadas, como que destacadas da parede e apoiadas num fictício pódio com scutulatum e da qual se "destacam" em perspectiva as bases das próprias colunas sobre um fundo escuro. Estas colunas, com capitéis compósitos, sustentam uma arquitrave da qual se vê também a parte inferior segundo o ponto de vista do observador mais abaixo.  O fundo, porém, não está representado em perspectiva, como acontece também na mais recente Casa de Lívia, e reproduz a estrutura de um muro de pedras, emprestado do Primeiro Estilo (ainda que neste era executada em estuque).
Os outros dois recintos são decoradas com pinturas no estilo estrutural, transição do Primeiro Estilo sem os relevos em estuque. No primeiro andar restam também traços dos pavimentos decorados com mosaicos.